# Becchin'amor! - Che vuo', falso tradito?
Becchin'amor! - Che vuo', falso tradito? è un contrasto di Cecco Angiolieri.

## Il testo
– Becchin'amor! – Che vuo', falso tradito?

– Che mi perdoni. – Tu non ne se' degno.

– Merzé, per Deo! – Tu vien' molto gecchito.

– E verrò sempre. – Che sarammi pegno?

 

– La buona fé. – Tu ne se' mal fornito.

– No inver' di te. – Non calmar, ch'i' ne vegno.

– In che fallai? – Tu sa' ch'i' l'abbo udito.

– Dimmel', amor. – Va', che ti vegn'un segno!

– Vuo' pur ch'i' muoia? – Anzi mi par mill'anni.

– Tu non di' ben. – Tu m'insegnerai.

– Ed i' morrò. – Omè che tu m'inganni!

– Die tel perdoni. – E che, non te ne vai?

– Or potess'io! – Tègnoti per li panni?

– Tu tieni 'l cuore. – E terrò co' tuo' guai.

## Analisi
Nel sonetto Cecco Angiolieri  riporta un dialogo tra il poeta stesso e la sua amata Becchina (diminutivo di Domenica): questa, probabilmente convinta di essere stata tradita da Cecco, lo respinge, mentre lui non vuole assolutamente perdere la donna e riesce, alla fine, a convincerla a non sciogliere i vincoli d'amore. L'intento parodico del sonetto, che fa il verso ai contrasti tipici della poesia medievale, è evidentissimo nell'accostamento di colorite espressioni popolari, come "che ti veng'un segno", e termini propri della tradizione cortese, tra i quali merzé, gecchito e pegno e nell'inserimento di questi in una scena assai meschina.